# Pieve di Palazzo Pignano
La Pieve di Palazzo Pignano, anche semplicemente chiamata Pieve di Palazzo, è una chiesa romanica situata nel comune di Palazzo Pignano, in provincia di Cremona e diocesi di Crema.

## Architettura
La pieve di Palazzo Pignano, come la vediamo oggi, è la ricostruzione romanica avvenuta sopra una pieve precedente.

### Esterno
Presenta una facciata a capanna (ossia con un tetto spiovente doppio) con tre pinnacoli circolari e un semplice rosone privo della ruota di marmo; è rivolta a occidente e ha la particolarità di essere costruita in cotto posato a spina di pesce, una disposizione di mattoni tipica degli edifici protoromanici. Sia all'interno che all'esterno sono presenti elementi recuperati dalle costruzioni precedenti.

### Interno

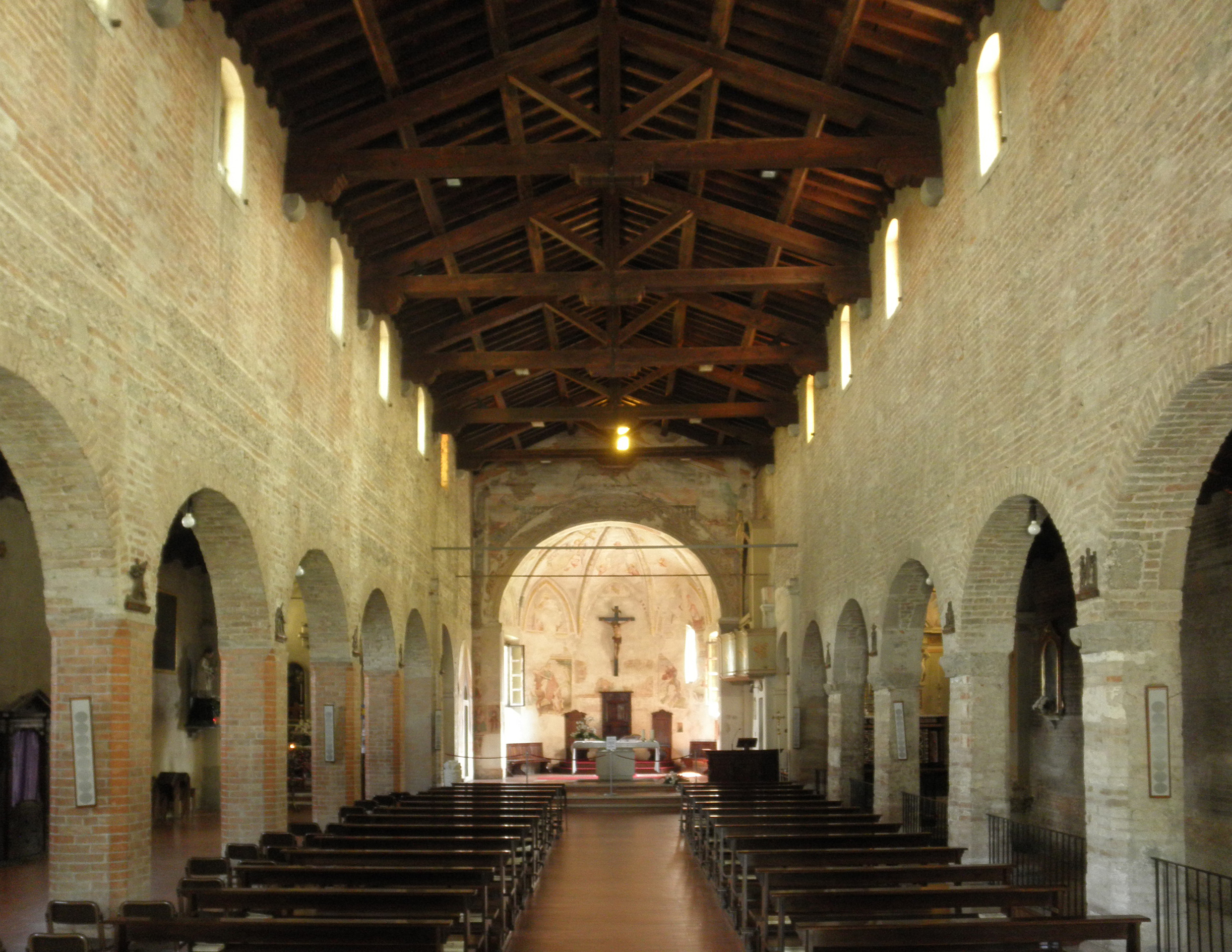
L'interno

La struttura interna è a tre navate con sette pilastri ancora visibili e un ottavo murato nella parete.
Il pavimento della pieve è in leggera salita. I capitelli, risalenti alla pieve più antica, recano scolpiti i simboli cari al cristianesimo delle origini: la vite e il grappolo d'uva, la palma e l'ulivo, l'agnello, la colomba e i leoni. Il soffitto è a capriate in legno a vista.

## Gli scavi e i restauri

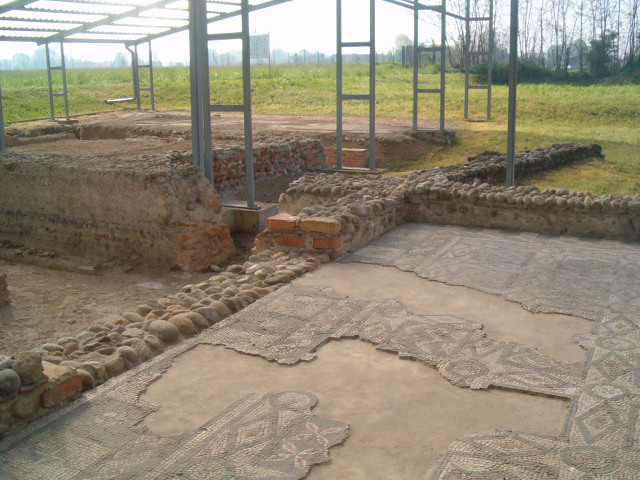
Planimetria di parte della villa tardoromana rinvenuta nel 1963.

I restauri del 1963, diretti dall'architetto Giuseppe Ermentini, che hanno recuperato le linee originarie dell'antica pieve, hanno inoltre riportato alla luce le fondamenta, in parte ancora visibili, di un edificio a pianta circolare, risalente al IV secolo, con annesso un fonte battesimale, rinvenuto più tardi.
Si trattava di una cappella adiacente ad una grande e prestigiosa villa tardo-romana della quale si possono ammirare i resti dietro l'attuale pieve, attribuita dalla leggenda a due sposi cristiani realmente esistiti, appartenenti alla nobile famiglia romana dei Valeri: Melania e Piniano, i primi evangelizzatori delle campagne cremasche. Melania morì a Gerusalemme e fu proclamata santa nel 440; viene ricordata il 31 dicembre.

## Il compianto

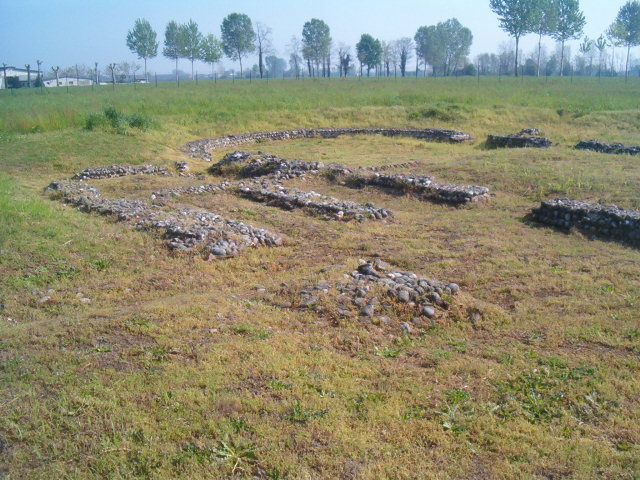
Gli scavi archeologici di Palazzo Pignano, ancora in corso, stanno riportando alla luce l'antica villa patrizia romana preesistente nella zona

All'interno della pieve, a sinistra del portale d'ingresso, è sempre in esposizione un pregevole compianto rinascimentale attribuito, oggi con certezza, ad Agostino de Fondulis, scultore ed architetto cremasco, al quale fu commissionato per una chiesa di Crema, nel 1510.
Si tratta di un complesso di otto statue in terracotta, un tempo policrome, a grandezza naturale, dagli atteggiamenti e volti estremamente espressivi:
- al centro c'è il Cristo morto disteso con la testa appoggiata a due cuscini e le due Marie che sorreggono la Madonna che sta per svenire;
- sulla destra c'è Maria Maddalena, che urla per il dolore, affiancata da Nicodemo in ginocchio di fronte a Gesù;
- sulla sinistra c'è Giovanni l'evangelista, in piedi, con lo sguardo rivolto verso il cielo, vicino a Giuseppe d'Arimatea in ginocchio.

Il compianto, più volte rimaneggiato, fu restaurato nel 1928 e nel 1998.